# Наследство (фильм, 1984)
«Наследство» — советский фильм 1984 года режиссёра Георгия Натансона по одноимённой пьесе А. Софронова.

## Сюжет
События происходят в Москве в 1980-е годы и повествуют о взаимоотношениях трёх поколений в семье генерала в отставке. Его внук Саша, не поступив в институт, призывается в армию. Одновременно его родители, прожив в браке двадцать лет, решили расстаться. Социально-бытовая драма, где темы любви и нравственного долга раскрываются в контексте размышлений о гражданском предназначении личности.

## В ролях
- Леонид Марков — Павел Николаевич Недосекин, генерал в отставке, ветеран войны
- Зинаида Дехтярёва — Любовь Петровна, жена генерала Недосекина
- Ирина Мирошниченко — Варвара Шумова, дочь генерала, мать Саши
- Юрий Васильев — Константин Шумов, муж Варвары
- Владимир Широков — Александр Недосекин, внук генерала, сын Варвары и Константина
- Пётр Глебов — Михаил Александрович Столетов, генерал, друг Недосекина, ветеран войны
- Галина Попова — Галина Столетова, жена генерала, ветеран войны
- Пётр Щербаков — Евгений Картузов, полковник, друг Недосекина, ветеран войны
- Алефтина Евдокимова — Тереза, подруга Варвары
- Сергей Десницкий — знакомый Варвары
- Сергей Быстрицкий — Пётр Гавриленко, одноклассник Александра Недосекина
- Александр Домогаров — Слава, одноклассник Александра Недосекина
- Валентина Воилкова — Клава, парикмахер, знакомая Славика
- Степан Старчиков — капитан на призывном пункте

Помимо актёров в эпизодичных ролях-камео в фильме участвуют:
- Елена Образцова — артистка
- Иосиф Кобзон — артист
- Николай Гнатюк — певец в ресторане

## Критика
Фильм «Наследство» кажется мне устаревшим, заставляющим вспомнить период конца 40-х начала 50-х годов. Принципы социального анализа, характерные для этой картины, если соотнесены с сегодняшним днём, то, путём реставрации, а не обновления.— Шемякин А. М., журнал «Искусство кино», № 1, 1986